# Forcipomyia multidentata
Forcipomyia multidentata är en tvåvingeart som beskrevs av Ronderos och Gustavo R. Spinelli 1999. Forcipomyia multidentata ingår i släktet Forcipomyia och familjen svidknott. Inga underarter finns listade i Catalogue of Life.